# 澳門特別行政區保安部隊及保安部門紀律監察委員會
澳門特別行政區保安部隊及保安部門紀律監察委員會（中文簡稱：紀監會，葡文縮寫：CFD），是澳門保安部隊及保安部門活動的外部獨立監察機關，在澳门特别行政区行政長官管轄及指導下運作。在2019年重新規範。

## 職權
- 監察保安部隊及部門人員遵守紀律的情況，特別是針對人員的職業操守、違反合法性原則、侵犯人權及違反職務義務的行為；
- 監察保安部隊及部門接待公眾的運作模式；
- 就損害市民對有關人員所屬部門的普遍信任及有損部門公眾形象的個人行為作出監察；
- 對拘留地點及執行剝奪人身自由措施的場所進行監察；
- 就糾正人員行為以合乎個人禮儀規範，以及就部隊及部門的紀律和運作事宜從整體上提出建議。

## 組織法例
- 第160/2019號行政長官批示（2019年10月14日《澳門特別行政區公報》）重新規範由《第14/2005號行政長官批示》所設立的澳門特別行政區保安部隊及保安部門紀律監察委員會。

## 成員
紀監會由十一名成員組成，成員在被認為具功績的人士中揀選，透過行政長官批示委任，並委任其中一人擔任主席。
- 紀監會成員任期為兩年，並可透過行政長官批示續任；
- 紀監會在有需要時由主席召集舉行會議，召集須提前四十八小時，其運作適用經作出適當配合後的《行政程序法典》的規定；
- 紀監會成員按公職一般制度的規定收取出席費。

### 主席
歐安利

### 成員
黃顯輝；徐偉坤；梁少培；陳明金；劉藝良；麥瑞權；李從正；吳小麗；劉金玲；莫志偉。

## 支援
紀監會的後勤及行政輔助，以及其運作上的財政負擔均由澳門保安部隊事務局確保和承擔。